# ハーベストマーチ
『ハーベストマーチ』は、フクイタクミによる日本の漫画作品。『週刊少年チャンピオン』（秋田書店）にて、2012年51号から2013年33号まで連載。

## あらすじ
小さな村に暮らす少年クゥは幼いころに両親を亡くし、今は1人の姉ノイエがいるのみである。姉はクゥを自慢の弟として誇っていたが、村人は気が弱く体力の無いクゥを白い目で見ていた。クゥは毎日のように罵倒され涙に明け暮れていたが、ある日、憧れていたシイドという少年に、自分を変えたいのなら明朝に村はずれの森の入口へ来るようにと言われる。姉さんを困らせたくない、自分を変えると決意したクゥはシイドのグループに加わり禁じの森へと向かうのであった。
しかし、森の奥まで来た時、事件は起こった。巨大なイノシシに襲われて3人が命を落とし、ようやくたどり着いた「目的地」にあったのは、天使の胎と呼ばれる異形のモノだった。子供たちは天使の胎の中に取り込まれ、クゥはそこで天使と出会う。天使の胎から外へ出たクゥは、背中から飛び出した触手で先刻の巨大イノシシを一撃で葬った。
気弱な少年だったクゥは、この時を境に、騎士となり力を得た。しかし、それは、これまでの平穏な日々の終わりを意味していた。

## 登場キャラクター
クゥ / クゥバンテ・レンドルフ
主人公。10歳。6年前に両親が亡くなったため、姉と2人で暮らしている。
引っ込み思案で運動神経が鈍く、力も弱いため、ろくな仕事ができず、村人から白い目で見られている。そんな自分を変えたいと願い、シイドの提案を受けて禁じの森に足を踏み入れ、天使の胎に取り込まれて騎士となるが、人間としての意思は保たれている。
ハインツとロバートを倒し、シイド達と決別後、姉のノイエとともに村を出て人に戻る方法を探す旅を始める。
ノイエ
クゥの姉。17歳。村長の娘テレシアの女中として働いており、しっかり者で着実に仕事をこなすため村人から熱い目で見られる。クゥを溺愛しており、彼に対する面倒見は人一倍である。
シイドの一件の後、クゥの旅に同行する。
テレシア
「谷の村」の村長の娘。髪をポニーテールにした、小柄で威勢のいい少女。ノイエのことを気に入っている。
シイド・クレイヴン
村の少年たちのリーダー。顔の右半分に大きな傷跡がある。10年前に父親を亡くしている。禁じの森に隠された秘密の一端を知っている。
ケンカが強く、村の少年たちを従えている。天使の胎に辿り着くために少年たちを囮にするが、クゥだけは特別視している。
天使の胎に取り込まれて騎士となった後、世界を壊す皆殺しの旅を始めるが、他の騎士とは異なり無用な殺害は行っておらず攻撃対象は権力者のみで、民衆には手を出してはいない。
オデット
シイドになついている村の幼い少女。シイドに誘われて禁じの森に入り、天使の胎に取り込まれて騎士となる。以後はシイドと共に世界を壊す皆殺しの旅に同行する。
全翼機に似た飛行物に変身できる能力を持っており、シイドが単独行動を行うとき、彼女を移動の手段として使っている。
エクトル
シイドに同行した村の少年の1人。シイドに誘われて禁じの森に入り、天使の胎に取り込まれて騎士となる。その後は村を出てシイドと行動を共にする。
シイドとは同い年。シイドが村に来た時から友愛の念を抱いており、共に騎士となった後もその思いに変わりは無い。
ロバート
シイドに同行した村の少年の1人。母親に溺愛されており、本人もマザコン気味。
シイドと共に天使の胎に取り込まれて騎士になり、村に帰った直後、母親を食い殺し、村人たちを虐殺。
ハインツ
シイドに同行した村の少年の1人。シイドに誘われて禁じの森に入り、天使の胎に取り込まれて騎士となる。村に帰ってきた時には、自分の身を案じていた父親をも殺すような、心まで残虐な化け物と化していた。
カイリ
「森の村」を支配している青年。かつて「王国」によって侵略され滅ぼされた一族の生き残り。蛇毒を用いて村人を恐怖で支配し、王国に立ち向かおうとしていた。戦闘時には蛇の頭を模した武器を使う。
マイラ
カイリの妹。催眠術の「蛇魅」を用いて村の子供たちを支配していた。
インチ
カイリ・マイラ兄妹の従者。
パティ・ベニヤミン・ピースメイカー
お下げの髪型で丸眼鏡を掛けている女兵士で、王国軍の第13師団『騎士討伐隊』隊員。おっとりとした女性に見えるが実はかなりの武闘派で素手で騎士と亘り合えるなど実力も高い。性格は温厚で実直だが、おっちょこちょいな部分もある。田舎の「お婆ちゃん」のことを尊敬している。
何体もの騎士を葬った「堕天兵器」と呼ばれる騎士殺しの剣や、斬撃をも防ぎきる特殊な布で織られた戦闘服などの特殊な兵装を所持。戦闘中は、ガスマスクに装填された痛覚麻痺の薬剤によって無理な運動による体への負担や敵から受けたダメージを抑えており、薬が切れた後はそれらがまとめてふりかかり、そのせいで暫くは指一本ですらまともに動かせなくなる。
ケイナ・イシュタル
王国軍第13師団『騎士討伐隊』副隊長。パティの上司。褐色肌で巨乳の姉御風の女性で、時々語尾に「ガッチャ☆」とつけるノリのいい性格。
戦闘スタイルは両足の義足を用いた強力な蹴り。

## 地名・用語
禁じの森（きんじのもり）
クゥたちが住む村の、村外れにある森。『王定不可侵危険領域』として、村人が森へ立入ることは禁じられている。森の奥には熊さえも捕食する巨大なイノシシが生息し、食われた動物の死体が多数転がっている。シイドの父親もこのイノシシに殺されている。
古くから、テリトリーを侵す生き物を食らう化け物が棲んでいると言い伝えられていた。物語の約30年前、領主からの要請で国王が派遣した近衛兵200人・調査役の役人と学者に領主の私兵50人を加えた調査隊が森に入ったが、隊は全滅。かろうじて生還した学者の証言で、森の奥の化け物と『天使の胎』の存在が確認され、以来、王の命令で不可侵領域と定められた。
天使の胎（てんしのはら）
禁じの森の奥にある、「天使の内蔵」とされる謎の物体。天から人間を見守っていた天使が、その愚かさや惨さを嘆き、腐れ果て、地上に撒き散り墜ちた腐肉であり臓物であり残骸と言われる。人間には過ぎた力を与える存在として、語ることも近づくことも禁じられている。
普段は何対もの腕を重ねたまま眠っているような姿だが、人が近づくと体を広げ腕と触手を伸ばし、人間を胎内に取り込む。取り込まれた人間は、巨大な天使に遭遇し、『騎士』へと生まれ変わる。
騎士（きし）
天使の胎に取り込まれた人間が、力を与えられ人とは違うモノへと変えられた存在。人間社会で使われる騎士の概念とは異なる。クゥが出会った天使は、騎士の力を「人間を殺し滅ぼすための力」と語っている。

## 書誌情報
- フクイタクミ『ハーベストマーチ』 秋田書店〈少年チャンピオン・コミックス〉、全4巻
  1. 2013年3月8日発売 ISBN 978-4-253-22066-8
  2. 2013年6月7日発売 ISBN 978-4-253-22067-5
  3. 2013年8月8日発売 ISBN 978-4-253-22068-2
  4. 2013年9月6日発売 ISBN 978-4-253-22069-9